# 多田屋 (旅館)

多田屋（ただや）は、石川県・和倉温泉にある温泉旅館。多田一族によって代々経営されており、現在は6代目。

## 概要
多田屋は1885年（明治18年）に創業された温泉旅館。初代館主の多田喜三郎が「喜三郎」として創業した。その後、三代目・喜教が鍋島直虎の長女・好子を女将として迎え入れた経緯から、佐賀鍋島藩とのゆかりもある。元は和倉温泉街の中心部に位置していたが、1973年（昭和48年）に夕景が美しく見える場所として七尾湾に面した立地に移転した。そこで増築を重ねながら、現在は一般客室から露天風呂付客室まで全60室から成る。

### 年表
- 1885年（明治18年）-「喜三郎」として、和倉温泉街中心部で開業
- 1914年（大正3年）-「多喜館」へ旅館名を変更、本家から独立
- 1956年（昭和31年）-「多田館」に改名
- 1962年（昭和37年）-「旅荘あすなろ」に改名
- 1973年（昭和48年）-「白崎シーサイドホテル」に改名。現在の和倉温泉街から離れた白崎海岸に移転。（当時の建物は花の館34室・収容人数180名）
- 1984年（昭和59年）- 汐の館を増築（16室）
- 1991年（平成3年）- 特別室「神楽」を増築（6室）
- 1994年（平成6年）- 特別室「侘助」を増築（3室）
- 1997年（平成9年）- 貴賓室「利久」を増築（12室）
- 2006年（平成18年）- 花の館4・5階を改装し、露天風呂付客室「抱月」をオープン
- 2014年（平成26年）- 貴賓室「利久」の1階客室をすべて露天風呂付客室に改装
- 2016年（平成28年）- 玄関をリニューアル
- 2018年（平成30年）- 大浴場をリニューアル

## 客室・施設

### 客室
- 基本客室・・・和室10帖、全31室
- 特別室「神楽・侘助」・・・本間15帖＋次の間6帖、全9室
- 露天風呂付客室「抱月」・・・和室4.5～7.5帖＋ツインベッド、全8室
- 貴賓室「利久」・・・1階露天風呂付客室6室＋2階6室、全12室

### 施設
- 貸切風呂：1箇所（宿泊者専用）
- 桟橋
- カラオケボックス：3か所
- バー：1か所
- エステティックサロン：1か所

## 交通アクセス

### 東京から
- 北陸新幹線で金沢駅まで約2時間30分。金沢駅からは特急電車で約1時間、車で約1時間30分。

### 大阪から
- 特急サンダーバードでJR西日本和倉温泉駅下車。無料送迎バス（要予約）または、車で約5分。

### 航路
- 小松空港から車で約2時間。のと里山空港から車で約40分。

## メディア出演
- フジテレビ「ザ・ノンフィクション」『花嫁のれん物語』シリーズ （2017年12月10日、2024年7月28日放送）
- テレビ東京「たけしが行く！わがままオヤジ旅3 古都金沢…爆笑珍道中」（2018年4月14日放送）
- TBS「ジョブチューン」（2015年3月7日放送）